# Псичох
Псичох (рос. Псычох) — село у Баксанському районі Кабардино-Балкарії Російської Федерації.
Орган місцевого самоврядування — сільське поселення Псичох. Населення становить 1050 осіб.

## Історія
Згідно із законом від 27 лютого 2005 року органом місцевого самоврядування є сільське поселення Псичох.

## Населення
| 2002  | 2010  | 2012  | 2013  | 2014  | 2015  | 2016  |
| ----- | ----- | ----- | ----- | ----- | ----- | ----- |
| 1059  | ↘1050 | ↗1052 | ↗1053 | ↗1060 | ↗1067 | ↗1078 |
| 2017  | 2018  | 2019  | 2020  |       |       |       |
| ↘1071 | ↗1074 | ↗1075 | ↗1090 |       |       |       |